# Dispergator
Dispergatoren sind Stoffgemische, die zur Beschleunigung oder auch Ermöglichung der Dispergierung von Ölverschmutzungen in Wasser eingesetzt werden. Damit wird das Öl von der Wasseroberfläche entfernt, bei richtigem Einsatz in relativ niedriger Konzentration fein in der Wassersäule verteilt und so für ölabbauende Mikroorganismen verfügbar gemacht.

## Zusammensetzung
Dispergatoren bestehen aus
- einem oder mehreren Tensiden, die als Emulgatoren wirken,
- einem Lösemittel und
- Stabilisatoren.

In der Regel enthalten Dispergatoren heute mindestens zwei Tenside mit unterschiedlichen HLB-Werten. Das Lösemittel besteht entweder aus Kohlenwasserstoffen oder ist auf Wasserbasis aufgebaut und enthält dann in der Regel außerdem Alkohole, Glycole oder Glycolether. Das Lösemittel ermöglicht die Handhabbarkeit (weiteres Verdünnen, Versprühen) und hat großen Einfluss auf die Schnelligkeit und Vollständigkeit des Transports der Tenside in die Ölphase. Es hat meist den entscheidenden Anteil an der Ökotoxizität eines Dispergators. Stabilisatoren sind notwendig, um die Dispergatoren lange lagerfähig zu halten.

## Einsatz und Wirkungsweise
Dispergatoren wie Corexit werden direkt auf das Öl ausgebracht, eine Dosierung entsprechend der Filmdicke ist sinnvoll. Einsatzmittel zur Ausbringung sind je nach Umfang der Verschmutzung und Lage des Einsatzortes Flugzeuge, Schiffe oder Hubschrauber mit Sprühvorrichtungen oder Handsprühgeräte. Ausbreitung und Dicke von Ölverschmutzungen auf See werden mit speziell ausgerüsteten Überwachungsflugzeugen erfasst. Bei der Havarie der Bohrinsel Deepwater Horizon wurde 2010 erstmals ein Dispergator an einem Ölaustritt unter Wasser zum Einsatz gebracht.
Zur eigentlichen Dispergierung ist zusätzlich mechanische Energie erforderlich. Auf See wird diese von der Wellenenergie aufgebracht, so dass zum sinnvollen Einsatz ein Mindestseegang erforderlich ist. Von Schiffen aus können jedoch in beschränktem Umfang auch Scherbretter zum Einsatz kommen. Bei hohem Seegang ist der Einsatz ebenfalls nicht mehr sinnvoll, da hier die natürliche Dispergierung ausreichend schnell abläuft. Weitere Einsatzgrenzen sind Wassertiefe und -austausch. Niedrige Wassertiefen führen zunächst zu höheren Öl- und Dispergatorkonzentrationen, so dass eine höhere toxische Wirkung auftritt. Wo kein ausreichender Wasseraustausch stattfindet, kann durch den stark sauerstoffzehrenden Ölabbau der gesamte Sauerstoff im Wasser verbraucht werden. Diese Faktoren sind in Europa bei den Planungen für Ölbekämpfungsmaßnahmen berücksichtigt, dennoch ist im Katastrophenfall immer eine weitere Abschätzung der Umstände des Einzelfalles erforderlich, bei der in der Regel unterschiedliche Folgen abzuwägen sind.
Durch Dispergatoren kann örtlich und zeitlich begrenzt eine erhöhte Konzentration von PAKs auftreten, die dann vermehrt von einigen Fischarten aufgenommen werden und sich in diesen anreichern.

## Geschichte
Der erste dokumentierte Einsatz von praktisch noch mit Industriereinigern identischen Dispergatoren (ca. 70 Tonnen) erfolgte 1966 bei der Havarie der Anne Mildred Brøvig durch das Wasser- und Schifffahrtsamt Cuxhaven. Erst- und letztmals in größerem Umfang verwendet wurden diese so genannten Dispergatoren der ersten Generation bei der Havarie der Torrey Canyon 1967 vor Cornwall mit freigesetzten 117.000 Tonnen Rohöl. Von 14.000 Tonnen Reiniger wurden allein 10.000 Tonnen gegen ca. 14.000 Tonnen gestrandetes Öl eingesetzt. Dieser Einsatz sehr toxischer Mittel führte zu umfangreichen Vergiftungen von Meereslebewesen. Die Schäden durch den Einsatz waren größer als sie durch das Öl gewesen wären. Dies führte in den 1970er Jahren zur Entwicklung der zweiten Generation von Dispergatoren mit dem tatsächlich spezifischen Zweck der Ölbekämpfung, die sich durch eine stark reduzierte Toxizität auszeichnete. Das Verhältnis zum Öl bei der Anwendung betrug aber immer noch 1:2 bis 1:3. Die von Ende der 1970er bis Anfang der 1990er Jahre entwickelten Dispergatoren der dritten Generation ermöglichen mit Anwendungsverhältnissen von 1:20 bis 1:30 wesentlich längere Einsatzdauern eingesetzter Seefahrzeuge und schließlich auch den wegen der großen Flächenleistung besonders wirkungsvollen Einsatz von Flugzeugen. Auf Seeschiffen wurden dazu wasserverdünnbare Mittel zunächst im Verhältnis 1:10 mit Seewasser versetzt und dann im üblichen Verhältnis ausgebracht. Von Flugzeugen werden im unverdünnten Zustand hochviskose Mittel mit eigens entwickelten Sprüheinrichtungen ausgebracht. Als erfolgreiches Beispiel des Einsatzes von Dispergatoren gilt die Havarie der Sea Empress 1996 an der walisischen Küste, wo mit 446 Tonnen Dispergator die Menge des dispergierten Rohöls gegenüber ausschließlich natürlicher Dispergierung ungefähr verdreifacht werden konnte, so dass von den freigesetzten 72.000 Tonnen nur ca. 4000 strandeten (ca. 40 % der Gesamtmenge verdunsteten, 1500 t wurden auf See aufgenommen).

## Klassifizierung und Zulassung
Dispergatoren der zweiten Generation kommen als Typ 1 immer noch zum Einsatz. Typ 2 bezeichnet verdünnt und Typ 3 unverdünnt angewandte Dispergatoren der dritten Generation. Die meisten Produkte können heute wahlweise als Typ 2 oder Typ 3 eingesetzt werden. Dispergatoren bedürfen zum Einsatz in den meisten Staaten einer behördlichen Zulassung. In Europa wird hierzu gefordert, dass ihre Toxizität nicht die der zu bekämpfenden Verschmutzung überschreiten darf. Die Toxizität der Verschmutzung darf sich durch Mischung mit dem Dispergator außerdem nicht signifikant erhöhen. Außerdem ist die Wirksamkeit nachzuweisen.